# Valle di Cadore
Valle di Cadore é uma comuna italiana da região do Vêneto, província de Belluno, com cerca de 2.033 habitantes. Estende-se por uma área de 41 km², tendo uma densidade populacional de 50 hab/km². Faz fronteira com Cibiana di Cadore, Ospitale di Cadore, Perarolo di Cadore, Pieve di Cadore, Vodo Cadore.

## Demografia
| Variação demográfica do município entre 1861 e 2011                               |
|                                                                                   |
| Fonte: Istituto Nazionale di Statistica (ISTAT) - Elaboração gráfica da Wikipedia |